# Raphaela Möst

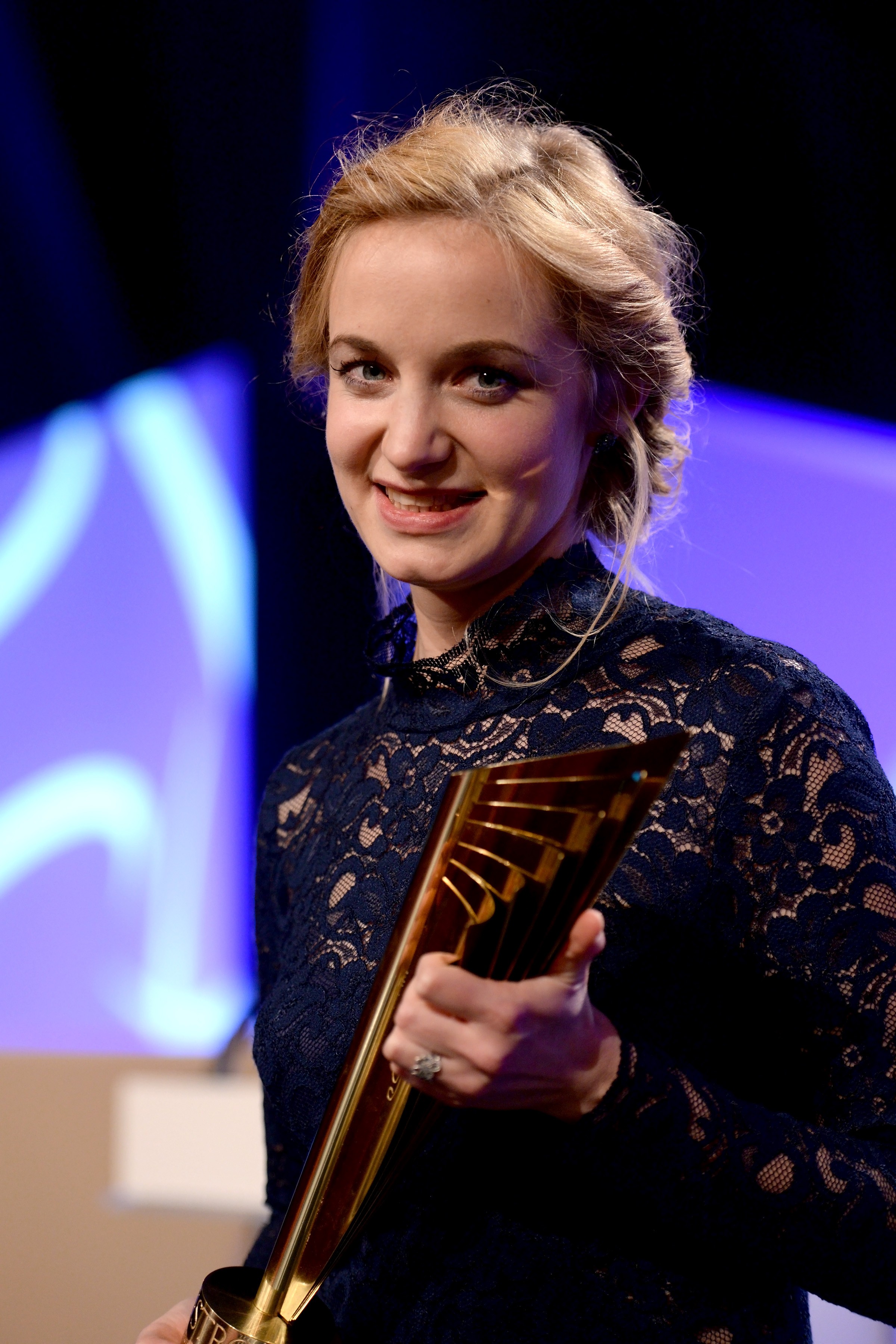
Raphaela Möst mit dem gewonnenen Nestroy-Theaterpreis als beste Nachwuchsschauspielerin (2014)

Raphaela Möst (* 8. Januar 1987 in München) ist eine deutsche Schauspielerin und Regisseurin.

## Leben
Raphaela Möst studierte von 2008 bis 2012 Schauspiel an der Universität der Künste Berlin. 2011/12 spielte sie am Deutschen Theater Berlin in Massensterben der Möglichkeiten unter der Regie von Sascha Hawemann und Arm durch Arbeit in einer Inszenierung von Brit Bartowiak.

### Theater in der Josefstadt
Von 2012 bis 2014 war sie Ensemblemitglied am Theater in der Josefstadt in Wien, wo sie als Frida Foldal in John Gabriel Borkman, als Frau Elvsted in Hedda Gabler, als Lady Agatha in Lady Windermeres Fächer und in der Uraufführung von Aus Liebe von Peter Turrini zu sehen war. Im Rahmen der Verleihung des Nestroy-Theaterpreises 2014 wurde sie für ihre Darstellung der Agnes Pollinger in Die Geschichte vom Fräulein Pollinger von Ödön von Horváth am Theater in der Josefstadt als beste Nachwuchsschauspielerin ausgezeichnet. Im ORF war sie 2014 in der ersten Staffel von Denk mit Kultur zu Gast.
2013/14 verkörperte sie die Polly Peachum in Brechts Dreigroschenoper am Theater & Philharmonie Thüringen, außerdem die Alkmene in Amphitryon von Heinrich von Kleist. Am Schauspielhaus Wien wirkte sie 2014 in Die Welt von Gestern – Die Agonie des Friedens nach Stefan Zweig mit. 2014/15 war sie am Residenztheater München in Am Beispiel der Butter als Karina und in Der Widerspenstigen Zähmung als Bianca zu sehen. 2015 stand sie am Schauspiel Essen in Ich habe nichts zu verbergen auf der Bühne. Anfang 2016 verkörperte sie am Stadttheater Klagenfurt die Rolle der Nora Helmer in Nora oder Ein Puppenheim.

### Schauspielhaus Bochum
In den Spielzeiten 2016/17 und 2017/18 war sie Ensemblemitglied am Schauspielhaus Bochum, wo sie unter anderem als Elmire in Tartuffe von Molière, als Kathrine Stockmann in Volksverräter!! basierend auf Henrik Ibsens Volksfeind, als Cécile de Volanges in Gefährliche Liebschaften von Christopher Hampton und als Maria/Mozart in der Bühnenfassung von Der Steppenwolf zu sehen war. 2018 wurde sie mit dem Bochumer Theaterpreis in der Kategorie Nachwuchs ausgezeichnet.
In der Spielzeit 2018/19 spielte sie die Bochumer Inszenierung Volksverräter!! auch an der Volksbühne Berlin.
Im Juni und Juli 2018 stand sie bei den Sommerspielen Perchtoldsdorf unter der Regie von Michael Sturminger in der Rolle des John Worthing in Ernst ist das Leben (Bunbury) von Elfriede Jelinek nach Oscar Wilde auf der Bühne. Im Oktober 2018 feierte sie am Stadttheater Klagenfurt als Cordelia in König Lear unter der Regie von Stephanie Mohr Premiere, im März 2019 als Helene Krause in Vor Sonnenaufgang von Ewald Palmetshofer nach Gerhart Hauptmann unter der Regie von Georg Schmiedleitner. Im November 2019 feiert sie in der Uraufführung von Schiller. Aufruhr und Empörung von Florian Hirsch am Linzer Theater Phönix als Friedrich Schiller Premiere.
2019 gewann sie die erste Stufe des zweistufigen Drehbuchwettbewerbs If she can see it she can be it, ausgeschrieben vom Drehbuchforum Wien und dem Österreichischen Filminstitut.

### Arbeit als Regisseurin
Raphaela Möst ist immer wieder auch als Regisseurin tätig. 2015 inszenierte sie im Rahmen des Gästivals Luzern „Der ewige Hund auf dem Ball der Bärtigen“, ein Musik-Theater-Projekt mit 7 Jazzmusikern und 2 Schauspielern auf der Seebühne Luzern.
2021 inszenierte Möst ihre eigene Theateradaption des Science-Fiction-Romans „Sterntagebücher“ von Stanislaw Lem am Schauspielhaus Graz.
2023 inszeniert sie am Theater Bielefeld die Komödie „Eine Stunde Ruhe“ von Florian Zeller.

## Auszeichnungen
- 2014: Nestroy-Theaterpreis als beste Nachwuchsschauspielerin
- 2018: Bochumer Theaterpreis in der Kategorie Nachwuchs[6]
- 2020: Drehbuchwettbewerb IF SHE CAN SEE IT, SHE CAN BE IT. Frauen*figuren jenseits der Klischées ausgeschrieben vom Drehbuchforum Wien und dem Österreichischen Filminstitut.[16]
- 2021: Stipendiatin von bayern innovativ: „Junge Kunst und neue Wege“
- 2023: Residenzstipendium für Musik und Darstellende Kunst vom österreichischen Bundesministerium

## Filmografie (Auswahl)
- 2012: Dahoam is Dahoam (Fernsehserie, zwei Episoden)
- 2014: Hangover in Highheels (Regie: Sven Bohse)
- 2016: Die Chefin – Oktoberfest (Fernsehserie)
- 2017: Tatort: Gott ist auch nur ein Mensch (Fernsehreihe)
- 2021: SOKO Donau: Vendetta (Fernsehserie)
- 2022: Der Alte – Existenz (Fernsehserie)
- 2024: Führer und Verführer − Eva Braun
- 2024: Daheim in den Bergen: Schulter an Schulter (Fernsehreihe)

## Hörbuch
- 2011: Ulysses, rbb/Hörverlag